# Anders Henrikson (skådespelare)
Anders Henrik Henrikson, född 13 juni 1896 i Klara församling i Stockholm, död 17 oktober 1965 i Västerleds församling i Stockholm, var en svensk skådespelare, regissör och manusförfattare.

## Biografi
Henrikson studerade först ett år i pianoklassen vid Musikaliska akademien 1914–1915 och sedan ett år vid Dramatens elevskola 1915–1916. Han var engagerad vid Lorensbergsteatern i Göteborg 1916–1918, vid Svenska teatern i Helsingfors 1919–1921 och därefter vid Dramaten 1921–1935 och från 1949 och till sin död. 
Han valdes till ordförande för Svenska teaterförbundet 1945, en post han innehade till 1949. 
Anders Henrikson filmdebuterade 1913 i Mauritz Stillers Gränsfolken och debuterade som filmregissör med Flickan från varuhuset 1933. 
Henrikson tilldelades Teaterförbundets guldmedalj 1949, O'Neill-stipendiet 1958 och utmärkelsen Litteris et artibus samma år.
Anders Henrikson har använt pseudonym de Canaille på några av sina arbeten.
Under 1930-, 40- och 50-talen var Henrikson en framgångsrik filmregissör och regisserade bland annat komedin Blixt och dunder (1938), kriminalthrillern Ett brott (1940), dramakomedin Familjen Björck (1940), Strindbergsfilmatiseringen Giftas (1955) och Ett dockhem (1956).
Som filmskådespelare gjorde Anders Henrikson några av sina främsta insatser i Tåg 56 (1943), Trots (1952) och Pojken i trädet (1961).

### Privatliv
Henrikson var son till skräddarmästaren Claes Henriksson och Fredrika, född Stenborg. Han var gift tre gånger. Första hustrun var skådespelaren Mayne Lundgren (1898–1954), som han var gift med mellan 1921 och 1927. Åren 1927 till 1940 var han gift med Märta Hultgren (1896–1983) och från 1940 till sin död var han gift med skådespelaren Aino Taube (1912–1990). Han var far till skådespelarna Mathias Henrikson (1940–2005) och Ella Henrikson (1941–1972), som hade en av rollerna i filmen Morianerna 1965 och samma år som hon avled stod på Dramatens scen i Mäster Olof, samt Thomas Henrikson (född 1942).
Henrikson är begravd på Norra begravningsplatsen utanför Stockholm.

## Filmografi i urval

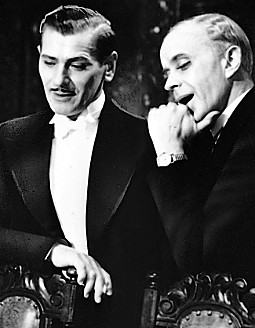
Anders Henrikson (t.h.) och Edvin Adolphson i filmen Ett brott (1940).

### Roller
- 1913 – Gränsfolken
- 1919 – Synnöve Solbakken
- 1923 – Andersson, Pettersson och Lundström
- 1925 – Damen med kameliorna
- 1929 – Den starkaste
- 1933 – Flickan från varuhuset
- 1934 – Sången om den eldröda blomman
- 1935 – Flickornas Alfred
- 1935 – Valborgsmässoafton
- 1936 – Annonsera!
- 1936 – Intermezzo
- 1936 – 33.333
- 1937 – John Ericsson - segraren vid Hampton Roads
- 1937 – O, en så'n natt!
- 1937 – Ryska snuvan
- 1937 – Konflikt
- 1938 – Bara en trumpetare
- 1938 – Den stora kärleken
- 1938 – En kvinnas ansikte
- 1938 – Styrman Karlssons flammor
- 1938 – Fram för framgång
- 1938 – Med folket för fosterlandet
- 1939 – Frun tillhanda
- 1939 – Hennes lilla Majestät
- 1939 – Gläd dig i din ungdom
- 1940 – Alle man på post
- 1940 – Med livet som insats
- 1940 – Ett brott
- 1941 – Hem från Babylon
- 1941 – Livet går vidare
- 1942 – Farliga vägar
- 1942 – Himlaspelet
- 1942 – Fallet Ingegerd Bremssen
- 1942 – Ungdom i bojor
- 1943 – Tåg 56
- 1943 – Herr Collins äventyr
- 1943 – Jag dräpte
- 1944 – Jag är eld och luft
- 1945 – Blod och eld
- 1945 – Trötte Teodor
- 1945 – Idel ädel adel
- 1946 – Åsa-Hanna
- 1947 – Nyckeln och ringen
- 1947 – Det vackraste på jorden
- 1949 – Fängelse
- 1951 – Fröken Julie
- 1952 – Kärlek
- 1952 – Trots
- 1953 – Resan till dej
- 1953 – Vägen till Klockrike
- 1953 – Barabbas
- 1954 – Herr Arnes penningar
- 1955 – Giftas
- 1956 – Flickan i frack
- 1957 – Prästen i Uddarbo
- 1959 – Åke och hans värld
- 1961 – Pojken i trädet
- 1965 – Morianerna

### Regi
- 1933 – Flickan från varuhuset
- 1936 – Annonsera!
- 1936 – 65, 66 och jag
- 1936 – Han, hon och pengarna
- 1936 – Släkten är värst
- 1937 – O, en så'n natt!
- 1938 – Blixt och dunder
- 1939 – Valfångare
- 1940 – Alle man på post
- 1940 – Familjen Björck
- 1940 – Ett brott
- 1941 – Bara en kvinna
- 1941 – Livet går vidare
- 1942 – Fallet Ingegerd Bremssen
- 1943 – Herr Collins äventyr
- 1943 – Tåg 56
- 1944 – Jag är eld och luft
- 1945 – Blod och eld
- 1945 – Trötte Teodor
- 1945 – Idel ädel adel
- 1946 – Åsa-Hanna
- 1947 – Det vackraste på jorden
- 1948 – Flickan från fjällbyn
- 1955 – Giftas
- 1956 – Ett dockhem

### Manus
- 1938 – Den stora kärleken
- 1940 – Alle man på post
- 1940 – Ett brott
- 1941 – Bara en kvinna
- 1941 – Livet går vidare
- 1943 – Herr Collins äventyr
- 1945 – Idel ädel adel

## Teater

### Roller (ej komplett)
| År   | Roll                                           | Produktion                                                 | Regi               | Teater                           |
| ---- | ---------------------------------------------- | ---------------------------------------------------------- | ------------------ | -------------------------------- |
| 1921 | Francis                                        | Hemkomsten Robert de Flers och Francis de Croisset         | Karl Hedberg       | Dramaten                         |
| 1921 | Fält                                           | Svenskt folk Ivar Thor Thunberg                            | Gustaf Linden      | Dramaten                         |
| 1922 | En herre                                       | Älskog Arthur Schnitzler                                   | Karl Hedberg       | Dramaten                         |
| 1922 | Chartrain                                      | Äventyret Gaston Arman de Caillavet och Robert de Flers    | Karl Hedberg       | Dramaten                         |
| 1923 | Randall                                        | Kära släkten Gustav Esmann                                 | Tor Hedberg        | Dramaten                         |
| 1923 | Joseph Gans                                    | Schopenhauer Mikael Lybeck                                 | Olof Molander      | Dramaten                         |
| 1923 | Hans Waldow                                    | Sköldpaddskammen Richard Kessler                           | Karl Hedberg       | Dramaten                         |
| 1923 | Hansen                                         | Föräldrar Otto Benzon                                      | Olof Molander      | Dramaten                         |
| 1923 | Fouques                                        | Äventyret Gaston Arman de Caillavet och Robert de Flers    | Karl Hedberg       | Dramaten                         |
| 1923 | Twist                                          | Värdshuset Råbocken Oliver Goldsmith                       | Olof Molander      | Dramaten                         |
| 1924 | Bernard                                        | Knock Jules Romains                                        | Karl Hedberg       | Dramaten                         |
| 1925 | Gustave                                        | Kameliadamen Alexandre Dumas d. y.                         | Olof Molander      | Dramaten                         |
| 1925 | Walters                                        | Storstädning Frederick Lonsdale                            | Olof Molander      | Dramaten                         |
| 1925 | En slottsförvaltare                            | Sankta Johanna George Bernard Shaw                         | Gustaf Linden      | Dramaten                         |
| 1926 | Richard Broder Martin                          | Sankta Johanna George Bernard Shaw                         | Gustaf Linden      | Dramaten                         |
| 1926 | Fabrizio                                       | Värdshusvärdinnan Carlo Goldoni                            | Karl Hedberg       | Dramaten                         |
| 1927 | Teofil Somring                                 | Ombord Prins Wilhelm                                       | Olof Molander      | Dramaten                         |
| 1927 | Gerard                                         | Doktor Mirakel Robert de Flers och Franois de Croisset     | Karl Hedberg       | Dramaten                         |
| 1927 | Jacques Rijar                                  | Markisinnan Noel Coward                                    | Karl Hedberg       | Dramaten                         |
| 1928 | Albert Kroll                                   | Hoppla, vi lever! Ernst Toller                             | Per Lindberg       | Dramaten                         |
| 1928 | Förste mannen                                  | Diktatorn Jules Romains                                    | Per Lindberg       | Dramaten                         |
| 1928 | Euelpides                                      | Fåglarna Aristofanes                                       | Olof Molander      | Dramaten                         |
| 1929 | Baron von Zelten                               | Siegfried Jean Giraudoux                                   | Olof Molander      | Dramaten                         |
| 1929 | Didier                                         | Äventyret Gaston Arman de Caillavet och Robert de Flers    | Karl Hedberg       | Dramaten                         |
| 1931 | Eriksson                                       | Thalias barn Tor Hedberg                                   | Gustaf Linden      | Dramaten                         |
| 1931 | Michael                                        | Fru Celias moral Benn W. Levy                              | Alf Sjöberg        | Dramaten                         |
| 1931 | Tedde Weilert                                  | Jag har varit en tjuv! Sigfrid Siwertz                     | Olof Molander      | Dramaten                         |
| 1931 | Sam                                            | Pickwick-klubben František Langer efter Charles Dickens    | Olof Molander      | Dramaten                         |
| 1932 | Ivan Kusmitj Sjpekin                           | Revisorn Nikolaj Gogol                                     | Alf Sjöberg        | Dramaten                         |
| 1932 | Farao                                          | Guds gröna ängar Marc Connelly                             | Olof Molander      | Dramaten                         |
| 1932 | Kröjer                                         | Över förmåga Björnstjerne Björnson                         | Alf Sjöberg        | Dramaten                         |
| 1933 | Mr Deshee                                      | Guds gröna ängar Marc Connelly                             | Olof Molander      | Dramaten                         |
| 1933 | Hans Brask Småländing Laurentius Petri         | Mäster Olof August Strindberg                              | Olof Molander      | Dramaten                         |
| 1933 | Mariotte                                       | Damen i vitt Marcel Achard                                 | Rune Carlsten      | Dramaten                         |
| 1934 | Davout                                         | De hundra dagarna Benito Mussolini och Giovacchino Forzano | Rune Carlsten      | Dramaten                         |
| 1934 | From                                           | För sant att vara bra George Bernard Shaw                  | Rune Carlsten      | Dramaten                         |
| 1934 | Faulkland                                      | Rivalerna Richard Brinsley Sheridan                        | Alf Sjöberg        | Dramaten                         |
| 1934 | Tardiveau                                      | Den italienska halmhatten Eugene Labiche                   | Olof Molander      | Dramaten                         |
| 1934 | Switzer En fotograf                            | En hederlig man Sigfrid Siwertz                            | Alf Sjöberg        | Dramaten                         |
| 1935 | Cello                                          | Kvartetten som sprängdes Birger Sjöberg                    | Rune Carlsten      | Dramaten                         |
| 1938 | Charles                                        | De 2 Thompson Serck Rogers                                 | Martha Lundholm    | Vasateatern                      |
| 1940 | Pierre Felt                                    | Eldprovet Henry Kistemaeker                                | Martha Lundholm    | Vasateatern                      |
| 1946 | Greve Archi                                    | "Patrasket" Hjalmar Bergman                                | Anders Henriksson  | Vasateatern                      |
| 1948 | Erik XIV                                       | Erik XIV August Strindberg                                 | Johan Falck        | Norrköping-Linköping stadsteater |
| 1949 | Hertigen av Norfolk                            | En dag av tusen Maxwell Anderson                           | Olof Molander      | Dramaten                         |
| 1951 | Doktor Libius, Henrikas far Kongl sekreteraren | Amorina Carl Jonas Love Almqvist                           | Alf Sjöberg        | Dramaten                         |
| 1951 | Benjamin, en månglare                          | Diamanten Friedrich Hebbel                                 | Rune Carlsten      | Dramaten                         |
| 1953 | Hjalmar Ekdal                                  | Vildanden Henrik Ibsen                                     | Börje Mellvig      | Riksteatern                      |
| 1960 | Polonius                                       | Hamlet William Shakespeare                                 | Alf Sjöberg        | Dramaten                         |
| 1962 | Amiral Punt                                    | Resan (Le voyage) Georges Schehadé                         | Alf Sjöberg        | Dramaten                         |
| 1963 | Den påvlige nuntien i Berlin                   | Ställföreträdaren Rolf Hochhuth                            | Stig Torsslow      | Dramaten                         |
| 1963 | Peachum                                        | Tiggarens opera John Gay                                   | Per-Axel Branner   | Dramaten                         |
| 1964 | Gubben Mahon, Christophers far                 | Hjälten på den gröna ön John Millington Synge              | Lars-Erik Liedholm | Dramaten                         |

### Regi
| År   | Produktion  | Upphovsmän      | Teater      |
| ---- | ----------- | --------------- | ----------- |
| 1946 | "Patrasket" | Hjalmar Bergman | Vasateatern |